# Kazakhmys
Kazakhmys est une société britannique spécialisée dans l'extraction minière (notamment le cuivre), et dont les principales activités se situent au Kazakhstan. Son siège social est situé à Londres, et sa principale filiale, Kazakhmys Corporation, est situé à Zhezkazgan, Kazakhstan. La société est cotée au London Stock Exchange, et fait partie de l'indice FTSE 100.